# Alnöbron
Die Alnöbron (Alnö-Brücke) ist eine Straßenbrücke in der historischen schwedischen Provinz Medelpad und der Provinz Västernorrlands län, die die Insel Alnön mit dem Vorort Johannedal von Sundsvall auf dem Festland verbindet.
Die zwischen 1961 und 1964 erbaute Brücke war bei ihrer Fertigstellung die längste Brücke Schwedens, bis sie 1972 von der Ölandbrücke abgelöst wurde.
Die zweispurige Brücke führt den Länsväg 615 über den Alnösund. Die insgesamt 1042 m lange und 9,40 m breite Brücke erreicht eine Höhe von 42 m über dem Sund. Die Geländer wurden 2008 auf über 2 m erhöht, um Suizide zu verhindern; außerdem wurden Seelsorgetelefone und Überwachungskameras installiert.
Die Brückendurchfahrtshöhe beträgt 40 m. Die Durchfahrt ist nachts durch Leuchtfeuer markiert.
Die Hauptbrücke hat 7 Felder mit Spannweiten von 60,5 + 126,8 + 134,0 + 134,0 + 134,0 + 126,8 m + 60,5 m. Sie ist eine Spannbeton-Balkenbrücke mit einem einzelligen, gevouteten Hohlkasten. Der Hohlkasten ist 5 m breit; seine Höhe an den Pfeilern von 8,70 m nimmt bis zur Mitte des Brückenfeldes ab auf 1,70 m. Die Dicke der Bodenplatte nimmt ebenfalls von 0,50 m ab bis auf 0,14 m. An die Hauptbrücke schließen sich Vorlandbrücken über den Uferhängen an.
Die Hauptbrücke wurde von den Pfeilern aus im Freivorbau gebaut.